# 분데스리가 1968-69
푸스볼-분데스리가 1968-69는 서독의 축구 1부리그인 푸스볼-분데스리가의 6번째 시즌이다. 이 시즌은 1968년 8월 17일에 시작되어 1969년 6월 7일에 종료되었다. 뉘른베르크는 전 시즌 챔피언이었다.

## 대회 형식
리그의 각 팀들은 다른 팀들을 상대로 각 두 번씩, 즉 홈경기 한 번, 원정경기 한 번씩을 치르게 된다. 경기에서 승리시 승점 2점을 받으며, 무승부를 거둘 경우 승점 1점을 챙길 수 있다. 두 팀 이상이 승점에서 동률을 이룰 경우, 이들 간의 순위는 골평균으로 결정된다. 시즌이 끝나고, 가장 많은 승점을 획득한 팀이 우승을 거두게 되며, 반대로 승점이 가장 적은 두팀은 각 연고지의 레기오날리가 (2부리그) 로 강등된다.

## 1967-68 시즌으로부터의 팀 변경
노인키르헨과 카를스루에는 최하위 두자리를 가져감에 따라 레기오날리가로 강등되었다. 그들의 자리는 플레이오프 조 승자들인 헤르타 BSC와 오펜바흐가 가져갔다.

## 시즌 요약
1968-69 시즌 동안 가장 큰 힘을 과시한 팀은 바이에른 뮌헨이었다. 바이에른 뮌헨은 경기 첫날부터 선두를 확보한 뒤, 그 이후로 절대로 선두를 내주지 않음은 물론, 2위와의 승점 격차를 당시 역대 최고인 8점까지 넓혔다. 바이에른 뮌헨은 정규리그 외에도 DFB-포칼 결승에서도 샬케 04를 2-1로 꺾고 우승하였다. 바이에른 뮌헨의 더블 우승에 가장 큰 공을 세운 인물은 정규리그에만 30골을 득점한 게르트 뮐러였다.
바이에른의 뒤쪽에서, 1968-69 시즌은 이변이 속출하였다. 아헨은 2위에서 16위까지의 순위진동 후, 정규리그를 2위로 마감하였다. 또다른 인상적인 성적을 낸 약체는 브라운슈바이크로 시즌을 4위로 마감하였다. 반대로 분데스리가 초대 챔피언 쾰른은 시즌을 끔찍하게도 13위로 마감하였다.
쾰른은 33라운드가 끝난 가운데 승점 30점으로 15위에 랭크되어 있었다. 쾰른의 마지막 경기는 전 시즌 챔피언이자 16위로 강등위기에 처한 뉘른베르크였다. 두 팀간의 승점 차이는 1점에 불과했다. 이 경기 외에도 또다른 단두대 매치는 17위의 도르트문트와 18위 오펜바흐의 경기로, 당시 두 팀 모두 33라운드가 끝난 가운데 28점밖에 수집하지 못하였다. 34라운드가 종료된 후, 쾰른과 도르트문트는 3-0 승리를 거두었고, 그에 따라 두 단두대 매치의 패자인 뉘른베르크와 오펜바흐는 강등되었다.
뉘른베르크에게 있어 특히 비극적인 것은, 뉘른베르크가 12개월 전만 하여도 분데스리가 정상에 오른 팀이었다. 그러나, 프리시즌에 막스 메르켈 감독과 언쟁을 벌인 스타플레이어가 뉘른베르크를 떠나며, 그에 대한 대가를 비싸게 치루어야 했고, 메르켈 감독은 1969년 3월에 해임되었으나, 전세를 역전하기 전에는 역부족이었다. 도르트문트와의 33라운드 무승부와 최종 라운드에서의 쾰른전 패배라는 두 단두대 매치에서 1승도 얻지 못한 것이 분데스리가 잔류조차 실패하게 된 요인이었다.

## 참가 팀
| 구단             | 위치                 | 홈구장                    | 수용 인원 |
| ---------------- | -------------------- | ------------------------- | --------- |
| 뉘른베르크       | 뉘른베르크           | 슈테티셰스 슈타디온       | 64,238    |
| 도르트문트       | 도르트문트           | 로트 에르트 슈타디온      | 30,000    |
| 뒤스부르크       | 뒤스부르크           | 베다우슈타디온            | 38,500    |
| 묀헨글라트바흐   | 묀헨글라트바흐       | 뵈켈베르크 슈타디온       | 34,500    |
| 1860 뮌헨        | 뮌헨                 | 그륀발데어 슈타디온       | 44,300    |
| 바이에른 뮌헨    | 뮌헨                 | 그륀발데어 슈타디온       | 44,300    |
| 브라운슈바이크   | 브라운슈바이크       | 아인트라흐트슈타디온      | 38,000    |
| 베르더 브레멘    | 브레멘               | 베저슈타디온              | 32,000    |
| 샬케 04          | 겔젠키르헨           | 글뤼카우프-캄프반 경기장  | 35,000    |
| 슈투트가르트     | 슈투트가르트         | 네카어슈타디온            | 53,000    |
| 아헨             | 아헨                 | 올드 티볼리               | 30,000    |
| 오펜바흐         | 오펜바흐 암 마인     | 슈타디온 암 비베러 베르크 | 30,000    |
| 카이저슬라우테른 | 카이저슬라우테른     | 베첸베르크 슈타디온       | 42,000    |
| 쾰른             | 쾰른                 | 뮌게르스도퍼슈타디온      | 76,000    |
| SGE 프랑크푸르트 | 프랑크푸르트 암 마인 | 발트슈타디온              | 87,000    |
| 하노버 96        | 하노버               | 니더작센슈타디온          | 86,000    |
| 함부르크         | 함부르크             | 폴크스파르크슈타디온      | 80,000    |
| 헤르타 BSC       | 베를린               | 베를린 올림픽 스타디움    | 100,000   |

## 리그 순위
| 순위 | 팀                | 경기 | 승 | 무 | 패 | 득 | 실 | 골평균 | 승점 | 참가 및 강등                     |
| ---- | ----------------- | ---- | -- | -- | -- | -- | -- | ------ | ---- | -------------------------------- |
| 1    | 바이에른 뮌헨 (C) | 34   | 18 | 10 | 6  | 61 | 37 | 1.968  | 46   | 유러피언컵 1969-70 1라운드       |
| 2    | 아헨              | 34   | 16 | 6  | 12 | 57 | 51 | 1.118  | 38   |                                  |
| 3    | 묀헨글라트바흐    | 34   | 13 | 11 | 10 | 61 | 46 | 1.326  | 37   |                                  |
| 4    | 브라운슈바이크    | 34   | 13 | 11 | 10 | 46 | 43 | 1.07   | 37   |                                  |
| 5    | 슈투트가르트      | 34   | 14 | 8  | 12 | 60 | 54 | 1.111  | 36   |                                  |
| 6    | 함부르크          | 34   | 13 | 10 | 11 | 55 | 55 | 1      | 36   |                                  |
| 7    | 샬케 04           | 34   | 14 | 7  | 13 | 45 | 40 | 1.125  | 35   | UEFA 컵위너스컵 1969-70 1라운드1 |
| 8    | SGE 프랑크푸르트  | 34   | 13 | 8  | 13 | 46 | 43 | 1.07   | 34   |                                  |
| 9    | 베르더 브레멘     | 34   | 14 | 6  | 14 | 59 | 59 | 1      | 34   |                                  |
| 10   | 1860 뮌헨         | 34   | 15 | 4  | 15 | 44 | 59 | 0.746  | 34   |                                  |
| 11   | 하노버 96         | 34   | 9  | 14 | 11 | 47 | 45 | 1.044  | 32   |                                  |
| 12   | 뒤스부르크        | 34   | 8  | 16 | 10 | 33 | 37 | 0.892  | 32   |                                  |
| 13   | 쾰른              | 34   | 13 | 6  | 15 | 47 | 56 | 0.839  | 32   |                                  |
| 14   | 헤르타 BSC        | 34   | 12 | 8  | 14 | 31 | 39 | 0.795  | 32   |                                  |
| 15   | 카이저슬라우테른  | 34   | 12 | 6  | 16 | 45 | 47 | 0.957  | 30   |                                  |
| 16   | 도르트문트        | 34   | 11 | 8  | 15 | 49 | 54 | 0.907  | 30   |                                  |
| 17   | 뉘른베르크 (R)    | 34   | 9  | 11 | 14 | 45 | 55 | 0.818  | 29   | 레기오날리가로 강등              |
| 18   | 오펜바흐 (R)      | 34   | 10 | 8  | 16 | 42 | 59 | 0.712  | 28   | 레기오날리가로 강등              |

출처: (독일어) www.dfb.de 

순위 결정 우선순위는 다음에 의해 결정된다: 1) 승점; 2) 골평균 

1 바이에른 뮌헨이 DFB-포칼 우승도 거두었으므로, 준우승팀 FC 샬케 04가 컵위너스컵 진출권을 획득하였다. 

(C) = 우승; (R) = 강등; (P) = 승격; (O) = 플레이오프 승자; (A) = 다음 라운드 진출 

시즌이 종료되지 않았을때에만 다음을 사용: 

(Q) = 해당 라운드 진출; (TQ) = 토너먼트 진출, 그러나 진출 라운드 미정; (DQ) = 진출 무효

## 결과
| 홈\원정1         | AAC | BSC | BRS | BRE | DOR | DUI | FRA | HAM | H96 | KAI | KÖL | MGL | M60 | FCB | NUR | OFF | S04 | STU |
| ---------------- | --- | --- | --- | --- | --- | --- | --- | --- | --- | --- | --- | --- | --- | --- | --- | --- | --- | --- |
| 아헨             | -   | 0–0 | 1–4 | 2–1 | 0–1 | 4–0 | 4–2 | 2–0 | 2–0 | 1–0 | 2–1 | 2–1 | 4–0 | 2–4 | 4–2 | 1–2 | 4–1 | 1–3 |
| 헤르타 BSC       | 0–1 | -   | 0–0 | 1–0 | 0–0 | 1–1 | 2–0 | 3–2 | 2–1 | 1–0 | 2–1 | 2–1 | 1–2 | 1–2 | 2–0 | 1–0 | 1–0 | 0–1 |
| 브라운슈바이크   | 2–0 | 3–3 | -   | 0–3 | 4–3 | 0–0 | 1–0 | 1–0 | 3–3 | 3–0 | 2–1 | 0–0 | 2–1 | 2–3 | 0–0 | 2–2 | 3–0 | 1–2 |
| 베르더 브레멘    | 1–2 | 2–0 | 2–1 | -   | 2–1 | 2–1 | 0–1 | 1–1 | 3–2 | 2–1 | 3–1 | 6–5 | 4–1 | 1–0 | 3–3 | 2–0 | 1–3 | 1–0 |
| 도르트문트       | 3–1 | 2–2 | 2–1 | 3–2 | -   | 2–1 | 0–1 | 3–1 | 1–1 | 2–3 | 1–1 | 1–3 | 2–0 | 0–1 | 3–1 | 3–0 | 0–1 | 1–0 |
| 뒤스부르크       | 1–1 | 2–1 | 1–1 | 2–0 | 2–0 | -   | 1–1 | 0–0 | 0–0 | 0–0 | 0–0 | 1–1 | 3–4 | 0–0 | 1–0 | 2–1 | 1–0 | 2–0 |
| SGE 프랑크푸르트 | 0–1 | 2–0 | 0–1 | 2–1 | 1–1 | 2–1 | -   | 2–2 | 0–0 | 2–2 | 1–2 | 1–1 | 3–0 | 1–1 | 3–0 | 3–2 | 1–0 | 3–0 |
| 함부르크         | 3–0 | 0–0 | 0–0 | 5–2 | 2–0 | 1–2 | 1–4 | -   | 1–4 | 3–1 | 3–1 | 2–0 | 2–0 | 2–2 | 4–2 | 3–0 | 1–3 | 2–1 |
| 하노버 96        | 5–2 | 1–1 | 1–1 | 1–0 | 1–1 | 1–1 | 1–2 | 2–2 | -   | 0–2 | 3–0 | 2–3 | 3–2 | 1–0 | 2–2 | 2–2 | 1–0 | 1–0 |
| 카이저슬라우테른 | 2–1 | 1–0 | 4–0 | 1–0 | 1–2 | 3–0 | 2–2 | 0–1 | 0–0 | -   | 4–0 | 2–0 | 3–1 | 3–1 | 1–1 | 2–1 | 1–1 | 1–3 |
| 쾰른             | 1–2 | 1–0 | 2–0 | 3–3 | 2–1 | 1–1 | 2–1 | 4–1 | 1–0 | 2–1 | -   | 1–4 | 0–0 | 1–1 | 3–0 | 2–1 | 2–0 | 5–2 |
| 묀헨글라트바흐   | 2–2 | 0–1 | 1–1 | 1–1 | 1–0 | 1–0 | 2–3 | 1–2 | 3–2 | 4–0 | 2–1 | -   | 3–0 | 1–1 | 1–1 | 4–1 | 3–0 | 4–4 |
| 1860 뮌헨        | 0–0 | 0–1 | 0–1 | 4–3 | 2–1 | 2–1 | 1–0 | 3–3 | 2–1 | 1–0 | 2–1 | 0–4 | -   | 0–3 | 2–0 | 2–0 | 3–1 | 3–1 |
| 바이에른 뮌헨    | 1–1 | 3–0 | 2–1 | 6–0 | 4–1 | 2–2 | 2–0 | 5–1 | 2–1 | 2–0 | 1–0 | 0–0 | 0–2 | -   | 3–0 | 5–1 | 0–0 | 2–0 |
| 뉘른베르크       | 1–4 | 3–0 | 2–0 | 1–1 | 2–2 | 1–1 | 1–0 | 0–0 | 1–2 | 1–0 | 0–1 | 4–0 | 3–0 | 2–0 | -   | 2–2 | 1–1 | 1–1 |
| 오펜바흐         | 1–1 | 1–0 | 0–1 | 0–3 | 4–3 | 0–0 | 4–2 | 1–1 | 1–1 | 4–1 | 3–1 | 1–0 | 2–3 | 0–0 | 2–1 | -   | 1–0 | 2–1 |
| 샬케 04          | 3–1 | 2–0 | 0–2 | 2–1 | 4–1 | 1–0 | 2–0 | 2–3 | 1–1 | 1–0 | 3–1 | 1–1 | 2–0 | 1–2 | 4–1 | 3–0 | -   | 1–1 |
| 슈투트가르트     | 3–1 | 4–2 | 2–2 | 2–2 | 2–2 | 3–2 | 2–0 | 3–0 | 1–0 | 4–3 | 6–1 | 0–3 | 1–1 | 3–0 | 2–3 | 1–0 | 1–1 | -   |

출처: (독일어) www.dfb.de 

1 홈팀은 왼쪽 열의 팀이다. 

청색은 홈팀 승리를, 홍색은 원정팀 승리를, 황색은 무승부를 의미

## 득점 집계
30골
- 게르트 뮐러 (바이에른 뮌헨)

23골
- 우베 젤러 (함부르크)

17골
- 요시프 스코블라르 (하노버 96)

15골
- 베르너 괴어츠 (베르더 브레멘)
- 헤어베어트 라우멘 (묀헨글라트바흐)
- 하트무트 바이스 (브라운슈바이크)

14골
- 카를-하인츠 륄 (쾰른)

13골
- 베른트 루프 (베르더 브레멘)

12골
- 로타어 에메리히 (도르트문트)
- 하인츠-디터 하제브링크 (카이저슬라우테른)
- 하인츠-게어트 클로슈테어만 (아헨)

## 챔피언 스쿼드
| FC 바이에른 뮌헨 |
| 골키퍼: 제프 마이어 (34). 수비수: 베르너 올크 (34 / 1); 페터 품 (34); 한스게오르크 슈바르첸베크 (34); 프란츠 베켄바워 (33 / 2); 페터 쿠퍼슈미트 (22). 미드필더: 아우구스트 슈타레크 (34 / 4); 프란츠 로트 (34 / 2); 헬무트 슈미트 (21 / 2). 공격수: 라이너 올하우저 (34 / 10); 디터 브레닝거 (34 / 9); 게르트 뮐러 (30 / 30); 구스타프 융 (4). (괄호 안은 경기 출장 횟수 / 득점 횟수를 나타낸 것임) 감독: 브란코 제베츠. 명단에 있지만 출장 기록이 없는 선수: 프리츠 코자어; 벤노 첼레어마여; 페터 슈테그만; 알브레흐트 바흐스만; 라인하트 리페어트. |

## 같이 보기
- DFB-포칼 1968-69